# Rico Krahnert
Rico Krahnert ist ein früherer deutscher Eiskunstläufer und Fernsehproduzent.
Rico Krahnert war für den SC Karl-Marx-Stadt DDR-Vizemeister und nahm an der Europameisterschaft 1988 teil. 
Nach einem Engagement als Schauspieler in der 1992 ausgestrahlten TV-Serie Die Eisprinzessin tritt er seit 2000 als Fernsehproduzent für den NDR (Tatort) und das ZDF (Stubbe – Von Fall zu Fall, Bella Block) in Erscheinung.

## Erfolge als Eiskunstläufer

### Europameisterschaften
- 1988 – 18. Rang, Prag

### DDR-Meisterschaften
- 1988 – 2. Rang
- 1989 – 3. Rang

| Personendaten    | Personendaten                                 |
| ---------------- | --------------------------------------------- |
| NAME             | Krahnert, Rico                                |
| ALTERNATIVNAMEN  | Ricola                                        |
| KURZBESCHREIBUNG | deutscher Eiskunstläufer und Fernsehproduzent |
| GEBURTSDATUM     | 20. Jahrhundert                               |